# Esoterismo

Logo de la Sociedad Teosófica, emblema del esoterismo.

El esoterismo (en griego antiguo: ἐσώτερος pronunciado [e'so:teros]: 'de dentro, interior, íntimo'; unido al sufijo –ismo) es un término genérico usado para referirse al conjunto de conocimientos, doctrinas, enseñanzas, prácticas, ritos, técnicas o tradiciones de una corriente de pensamiento que utiliza secretos, símbolos incomprensibles o de difícil acceso y que se transmiten únicamente a una minoría selecta denominada iniciados (véase sociedad secreta), por lo que no son conocidos por los profanos. El esoterismo busca entender el mundo y a las personas a través de sus causas internas, a diferencia del conocimiento exotérico, que busca los efectos y las causas externas. 
El esoterismo abarca un conjunto de prácticas, símbolos y rituales, como la disciplina arcani del cristianismo primitivo, los trabajos operativos alquímicos y de la francmasonería tradicional, el misticismo islámico de las corrientes del sufismo sunita y del ismailismo chiita y otros. Por extensión, el esoterismo se refiere a toda doctrina que requiere un cierto grado de iniciación para estudiarla en su total profundidad. En contraste, el conocimiento exotérico o puramente religioso devocional es fácilmente accesible para el público común y se transmite libremente.
El concepto moderno y más popular que se tiene en Occidente del esoterismo está dado por las prácticas y críticas de las creencias esotéricas presentes en el llamado esoterismo occidental.[cita requerida]

## Terminología
Antoine Faivre, en su estudio sobre el esoterismo intitulado Espiritualidad de los movimientos esotéricos modernos, señala que antes del siglo XIX no existía un término que pudiese clasificar y referirse, como sustantivo, a las diversas corrientes y prácticas esotéricas. La expresión existía solo como adjetivo: esotérico (έσωτερικóς), «de dentro, interno», y posteriormente se acuñó el vocablo esoterismo para denotar la cualidad de esotérico.

## Historia
En la Antigüedad, algunas escuelas cultivaban, junto a una doctrina accesible a todos, otras doctrinas ocultas, reservadas a los iniciados. En algunas culturas, el saber era custodiado celosamente por castas sacerdotales, y algunos conocimientos fueron solamente patrimonio de círculos restringidos. El problema de su transmisión a través de la historia ha dado lugar a tradiciones parciales o fundadas en otros contextos desligados de sus fines primordiales.
La esotérica era una de las formas en que en la Grecia antigua se administraba la enseñanza, que solo podía ser recibida en el interior de las escuelas, y que se oponía a la que se destinaba al público y era impartida al aire libre. 
Los discípulos de Pitágoras se habrían dividido en exotéricos y esotéricos: los primeros eran simples aspirantes sin investiduras, los segundos estaban completamente iniciados en la doctrina real del maestro. 
Para Platón y Aristóteles, los caracteres exotéricos o esotéricos se aplican solo a las doctrinas. Habría existido en Platón una doble filosofía: una accesible a todos, expuesta en sus diálogos, y otra más técnica, reservada solo a los iniciados. Aristóteles divide sus obras en esotéricas o acroamáticas y exotéricas. Los comentadores admiten que esta distinción no se basa en las cuestiones ni en sus soluciones, sino en la forma y los procedimientos de exposición. En las obras exotéricas solo se dan los argumentos más claros y para las esotéricas se reservan los más oscuros y decisivos. 
Sería semejante, pues, a los actuales y metódicos estudios científicos de las academias con relación a las divulgaciones que de tales disciplinas pueden hacerse. La idea de una doctrina misteriosa reservada a los iniciados se observa en numerosas sociedades, tales como el movimiento Rosacruz o la Francmasonería.
Según René Guénon, todas las religiones poseen un núcleo esotérico, que por su complejidad simbólica permanece oculto para la mayoría de los creyentes, y el significado real de los rituales religiosos sería solo comprendido por los iniciados.
El deseo de una síntesis de todos los saberes de la humanidad ha impulsado a algunas doctrinas sincréticas, como la sinarquía de Saint-Yves d'Alveydre y la teosofía de Helena Blavatsky, a intentar recuperar y unificar las tradiciones de todas las culturas y de todos los tiempos.

## Esoterismo y ciencia
La ciencia moderna es el conjunto de conocimientos obtenidos mediante observación, razonamiento y experimentación, con base en un método científico. En la Antigüedad, sin embargo, el término ciencia (del latín scientia 'conocimiento, hecho de saber algo') tenía una significación diferente, y se refería también a un saber esotérico. Parte de este conocimiento esotérico sería el producto de la mente trascendental o de una intuición intelectual.
René Guénon, en su obra La crisis del mundo moderno, hace una fuerte crítica a las ciencias modernas que, al despreciar el saber esotérico, habrían caído en una suerte de cáscara o exoterismo que se limita solo al estudio de los fenómenos pero desconocen lo que él llama la verdad trascendente. En el capítulo IV de su obra dice:

Por eso es por lo que la «ciencia profana», la de los modernos, puede ser considerada, a justo título, así como ya lo hemos dicho en otra parte, como
un «saber ignorante»: saber de orden inferior, que se queda todo entero en el nivel de la realidad más baja, y saber ignorante de todo lo que le rebasa, ignorante de todo fin superior a sí mismo, como de todo principio que podría asegurarle un lugar legítimo, por humilde que sea, entre los diversos órdenes del conocimiento integral; encerrada irremediablemente en el dominio relativo y limitado donde ha querido proclamarse independiente, y habiendo cerrado así ella misma toda comunicación con la verdad transcendente y con el conocimiento supremo, no es más que una ciencia vana e ilusoria, que, a decir verdad, no viene de nada y no conduce a nada.
René Guénon
La crisis del mundo moderno (Cap. IV: Ciencia Sagrada y Ciencia Profana)

Aunque para las ciencias modernas el término esotérico tiene frecuentemente un carácter peyorativo, no es menos cierto que algunas ciencias se desarrollaron en parte del quehacer de las "prácticas tradicionales". Así, la química debe parte de su desarrollo a la práctica de la alquimia, y la astronomía estuvo en sus inicios relacionada con la práctica de la astrología.
Peter Demianovich Ouspensky, hacia 1911, clasificó las manifestaciones sobrenaturales en magia y misticismo. La primera la relacionó con la acción, y la segunda, con el sentimiento. Ouspensky comparaba el método psicológico con el método esotérico en la adquisición de conocimiento; consideraba que la mente psicológica puede ver las limitaciones de la mente lógica al poder distinguir entre diferentes niveles de pensamiento y comprender el hecho de que las percepciones cambian según las facultades y propiedades del aparato perceptor; el método esotérico además siempre conecta las partes con el todo.
Para el maestro tibetano Djwhal Khul, el esoterismo es el entrenamiento para obtener la capacidad de actuar libremente en el mundo de los significados, implica comprender la relación que existe entre fuerzas y energías.

## Esoterismo de la ciencia
El retorno de los brujos (Le matin des magiciens, en el original en francés) es el título de un libro publicado en 1960, subtitulado Una introducción al realismo fantástico. Lo escribió el ingeniero químico Louis Pauwels, en colaboración con el periodista Jacques Bergier, y trataba temas entonces novedosos: fenómenos parapsicológicos, civilizaciones desaparecidas, el esoterismo y su conexión con el nazismo y otros. Se postula una relación entre el lenguaje del secreto técnico y la tecnología política. El poder, como categoría política asociada a la fuerza y la violencia, adquiere vigor desde la perspectiva científica de las tecnologías de control, sometida al esoterismo del secreto. Los físicos nucleares guardan el secreto de su poder técnico. Esta teoría tecnológico-política del esoterismo se refleja en los planteamientos filosóficos y sociológicos de Lewis Munford y Langdon Winner.
El poder político de los secretos esotéricos se refleja en el paradigma de la pólvora desde la alquimia. Frances Yates, historiadora de la influencia del esoterismo en la modernidad, en su obra La filosofía oculta en la época isabelina, así como en el iluminismo rosacruz, aborda el proyecto británico de John Dee de conformar una sociedad científica que asimilara los principios de la magia hermética en un empleo imperialista. Yates muestra que Dee es influenciado por el principio de imperialismo científico de Francis Bacon "Saber es Poder". La intervecnión de Dee en la esfera pública de la naciente monarquía británica marca el nacimiento de la Royal Society ya que estipulaba e institucionalizaba el ocultismo numerológico para el conjuro (dominio) de las fuerzas de la naturaleza.
Ya Edmund Husserl hablaba, en su obra La crisis de las ciencias europeas, sobre el olvido del ser por parte de la ciencia positiva y los métodos metemáticos, por lo que, siendo químico, propuso la filosofía de la fenomenología como lenguaje metafísico para hablar del mundo y del yo antes del conocimiento verdadero y de la física en sí. Del mismo modo, el semiólogo y geólogo Charles Sanders Peirce propuso la faneroscopia para hablar del sistema relacional entre los sujetos, los símbolos y los referentes.[cita requerida]
El proyecto baconiano de una sociedad gobernada por científicos es la utopía tecnocrática. En La Nueva Atlantis se construye el mito de la sociedad moderna. Jean-François Lyotard, en La condición postmoderna, prácticamente desconocida, ya sea por mala fama o por encubrimiento mediático, lleva un método de pragmática y juegos de lenguaje, para mostrar cómo los demás mitos y narrativas que conforman las formas de vida lingüística de los pueblos han sido encubiertos. La modernidad como proyecto de ilustración y mayoría de edad democrática se puso en cuestión debido al control político que las empresas concentraron gracias al desarrollo técnico y científico de las telecomunicaciones. En ese sentido, los ingenieros y el lenguaje de los algoritmos se convirtió en el criterio de valoracion de la política, antes de que se hablara de neoliberalismo, ya Lyotard criticaba el gobierno de la eficiencia.[cita requerida]
La falsa conciencia ilustrada o razón cínica, de Peter Sloterdijk, dialoga con la ciencia y técnica como ideología, de Jürgen Habermas. El saber experto de la eficiencia se posesiona como autoridad y esta legitima el dominio coercitivo del mercado. Los Estados son gobernados por tecnócratas y por el imperio vertical y jerarquizado de la racionalidad instrumental. El problema: la sociedad democrática se basa en la racionalidad deliberativa del diálogo y de la legitimación por medio de los acuerdos.[cita requerida]
El acceso a las esferas de poder en la sociedad postmoderna, donde se perdió la esperanza de una mayoría de edad del pueblo, depende de la formación académica en universidades y el criterio de avalación en la política depende de estos títulos. De Sousa denuncia esto y va más allá en contra de la ciencia moderna como totalitarismo. Los derechos y garantías tampoco generan la confianza de la ciencia debido a que la fe en el progreso ha sido la bandera de cruzada para el imperialismo racista, el exterminio colonial, la violencia epistémica y la usurpación de los saberes tradicionales. Por eso se propone una ecología de saberes, donde el método positivo no se convierta en un uniforme chovinista del pensamiento.[cita requerida]

## Corrientes esotéricas
Existen numerosas expresiones espirituales que pueden ser clasificadas dentro del esoterismo debido a sus características. Eduardo Schure, en su obra Los grandes iniciados, postula la interconexión entre las tradiciones espirituales desde la antigüedad. Esta obra de 1889 se anticipa casi 75 años a la trayectoria de Claude Lévi-Strauss hacia una ciencia antropológica con un método de lingüística estructural. En las Mitológicas, aborda los principios éticos universales (como la prohibición del incesto), los cuales están codificados mediante el lenguaje a través de los símbolos misteriosos de los mitos, aunque esta perspectiva filológica ya estaba presente en la investigación filosófica desde 1887, dos años antes, en La genealogía de la moral.[cita requerida]
Schure hace una meta-mitología, o narrativa sobre las narrativas, en el plano de la narración mistérica de las grandes religiones. Desde una metodología de la religión comparada, identifica y resalta las similitudes entre las dos grandes corrientes o raíces culturales de las que derivarían todas las mitologías y religiones, artes, ciencias y filosofías de la historia: las corrientes semítica y aria. La primera sería originada con Hermes Trismegisto, seguida por Moisés en Egipto, y la segunda, con Rāma y Krishna en la India, y finalmente con Zarathustra en Persia. En esta genealogía religiosa, participan Jesús y Buda, pero como herederos de las tradiciones esotéricas ancestrales.[cita requerida]
Schure sistematiza el conocimiento sagrado y su desarrollo en la práctica religiosa, reflejando el diálogo de saberes y la aplicación epistémica del secreto, inclusive en la política, por lo que tiene una interpretación de la teología política de Baruch Spinoza. Para Schure, la iniciativa de los profetas se enmarca en un contexto político de lucha de pueblos y lucha de razas. Lo mismo ocurre con la teología de la liberación.[cita requerida]
El estudio de Schure del origen político de las religiones hace un aporte a la teología de liberación dando una explicación de por qué hay "curas guerrilleros" que intervienen en la política mediante la lucha armada, como Camilo Torres y Manuel Pérez Martínez, entre otros. En la línea de una filosofía decolonial, el filósofo latinoamericano Enrique Dussel recoge, en Filosofías del sur, la hermenéutica o interpretación ético-mítica del diálogo entre las filosofías del sur colonial, de tal forma que plantea una versión más amplia de la filosofía de la liberación latinoamericana.
Hay además numerosos tipos de esoterismo dependiendo de la corriente que se siga o de la ideología que se practique. Algunas de las más importantes son:
- esoterismo egipcio
- esoterismo masónico
- esoterismo maya

### Corrientes esotéricas orientales
- cábala
- sufismo
- tantra
- taoísmo
- vajrayāna
- yoga

### Corrientes esotéricas occidentales
La escuela de Pitágoras y la de los neoplatónicos perpetuaron la tradición en Grecia. Se sabe que Pitágoras adquirió parte de su saber en la India y que Platón estudió y fue iniciado en las escuelas de Egipto. En tiempos más recientes, algunas ideas notoriamente sankhyas y budistas juegan un papel preponderante en el pensamiento gnóstico.[cita requerida]
- alquimia
- antroposofía
- francmasonería
- gnosticismo
- hermetismo
- martinismo
- orfismo o sistema órfico
- pitagorismo
- rosacrucismo
- saurología
- teosofía
- Thelema

## El esoterismo en la cultura popular
El interés despertado por las sociedades secretas y las tradiciones esotéricas desde finales del siglo XIX ha convertido al esoterismo, al menos en un nivel superficial, en un elemento característico de la cultura de masas.[cita requerida]
La astrología, la geomancia, la magia y el tarot son ejemplos de elementos originalmente esotéricos que se han comercializado y se han incorporado a la vida cotidiana occidental. Con el calificativo de "supermercado de la nueva era", se han referido a ella ciertos núcleos sociales, como la comunidad científica y la Iglesia, que se han opuesto formalmente a todo lo relacionado con el esoterismo popular, ya que se ha convertido en una moda con los métodos propios de venta de una mercancía.[cita requerida]
Se encuentra de todo: I Ching, velas, perfumes, inciensos e imágenes del Buda o de Cristo, libros de oraciones, mantras, decretos, mandalas, todo tipo de recetas vegetarianas y naturistas, pulseras, productos audiovisuales con mensajes y clases de sanación y liberación, libros, hipnosis, psicoterapias de todo tipo, ejercicios para conocer el karma y las vidas pasadas, contactos con los ángeles, sus órdenes y mensajes, todo tipo de objetos atractivos, decorativos y llamativos, entre otros artículos de consumo. Además, los símbolos ocultistas también ofrecen una gran afición entre los creyentes de lo esotérico. Algunos de los más populares, por su gran relación y representación del esoterismo, son: la estrella de David, el Tetragramaton, los Rosacruces, la escuadra y el compás, que tanto juntos como por separado se consideran símbolos masónicos, y el pentagrama esotérico.